# Пеллеас і Мелізанда (опера Дебюссі)
«Пеллеас і Мелізанда» (фр. Pelléas and Mélisande) — опера на 5 дій, створена Клодом Дебюссі. Французьке лібрето є адаптацією однойменної символістської п'єси Моріса Метерлінка. Це єдина завершена опера композитора. Клод Дебюссі визначив її жанр як лірико-психологічна драма. В цьому творі розкриваються не стільки людські характери, скільки почуття, настрої, життєві ситуації.

## Історія створення
Одного разу на прогулянці із Дюкеном, Дебюссі розповідає йому про свої враження від п'єси «Пеллеас і Мелізанда» Моріса Метерлінка. Він нещодавно був у Театрі Буфф Паріз'єн і дивився там п'єсу з великим задоволенням. З тих пір йому не дає спокою думка про написання опери на цей сюжет. Деякі начерки вже існують, він вже награвав їх у П'єра Луїса. Але ще ні однієї ноти не було записано.
Друг композитора Лероль допомагає йому в довгому та болісному створенні опери. Цитата з письма Лероля Шоссону:
«Ти ніколи не здогадаєшся, звідки я тобі пишу… Від Дебюссі! Тільки що він зіграв мені сцену з „Пеллеаса і Мелізанди“… Це дивно… В мене мурашки по спині… Нарешті, це дуже красиво… Я шалено щасливий. Музика, красива музика, яку я люблю, приємна річ, без неї все більше і більше не можу обійтися». 
Навіть коли Лероль їде відпочивати, Дебюссі просить його повернутися якнайшвидше. Поради Лероля були дуже важливими для Дебюссі, і він потребував їх поки не написав фінал опери.

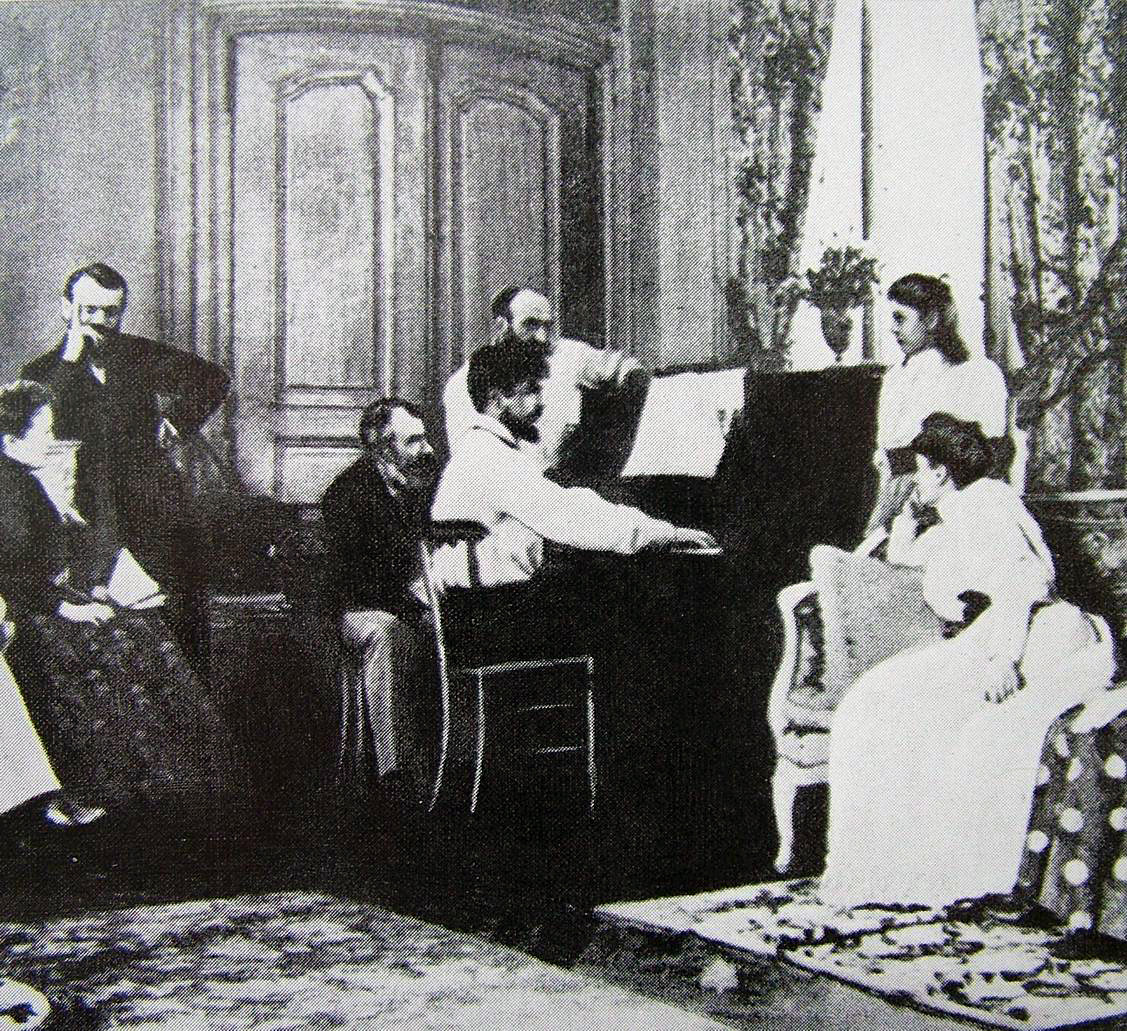
Дебюссі в салоні Шоссона, 1893 р.

Дебюссі бував в його домі, де часто збиралися Венсан д'Енді, Ісаак Альбеніс, Ернест Шоссон. Сестри Лероль дуже любили Дебюссі, вони з інтересом слухали нову музику (саме вони були зображені колись на полотні О.Ренуара біля фортепіано). Часто Дебюссі пропонував їм зіграти в чотири руки. Він був завжди бажаним гостем і навіть деякий час захоплювався однією з сестер, Івонною, присвятивши їй декілька своїх творів. В цьому домі Дебюссі вперше грає уривки з «Пеллеаса і Мелізанди», а саме сцену смерті Пеллеаса. За думкою родини Лероль, Дебюссі — сміливий новатор.
«Думаю, сцена у грота вам сподобається, — пише він хазяїну дома в 1895 році. — Я намагаюся передати всю таємничість ночі, коли в глибокій тиші чується звук стурбованої в своєму сні трави, потім долітають звуки близького моря, яке скаржиться Місяцю, а Пеллеас і Мелізанда бояться сказати хоч слово в такому таємничому оточенні».
Першою була написана четверта картина IV дії, а перша редакція завершена в 1895 році. Оркестровка і остаточна версія були готові до моменту постановки.
Прем'єра відбулась у 1902 році в Opéra-Comique, диригував Андре Мессаже. Це була велика подія для усіх цінувальників високого мистецтва у Франції та за її межами.
Новаторство музики Дебюссі було зрозуміло далеко не всім. Незважаючи на попереднє дуже доброзичливе ставлення до композитора, Моріс Метерлінк стане його заклятим ворогом. В люті поет пише відкритого листа Дебюссі, в якому засудив оперу на провал. Метерлінк навіть хотів визвати Дебюссі на дуель, яка на щастя не відбулась. Тут зіграла роль і особиста неприязнь — Дебюссі в останній момент забрав у білокурої Жоржетти Леблан (пасії Метерлінка) партію Мелізанди, віддавши її Мері Гарден.
Сам композитор був колись ярим вагнерівцем, а тепер відходить від його канонів. Не дивно, що після прем'єри він зіткнувся із протистоянням. В атмосфері вагнероманії нова опера Дебюссі розв'язала жорстоку полеміку. Прихильники і противники Дебюссі починають гарячу суперечку. Відсутність ансамблів або використання тональної гами, далекої від фразування Вагнера, шокувало більшу частину прихильників ліричного мистецтва. Дебюссі пише Леролю:
«Я скористався досить спонтанно прийомом, який уявляється мені досить рідким, тобто безмовністю як способом вираження і, можливо, єдиним способом підкреслити емоційність фрази».
Композитор винаходить нову концепцію музично-сценічного твору, яка вступає в протиріччя з французькою ліричною оперою та вагнерівсьою музичною драмою. Дебюссі розумів, що це зовсім нова область.

## Дійові особи
- Аркель, король Алемонди (бас)
- Женев'єва, мати Пеллеаса і Голо (контральто)
- Пеллеас, онук Аркеля (тенор)
- Голо, онук Аркеля (баритон)
- Мелізанда (сопрано)
- Іньоль, син Голо (меццо-сопрано)
- Доктор (бас)
- Пастух

## Сюжет

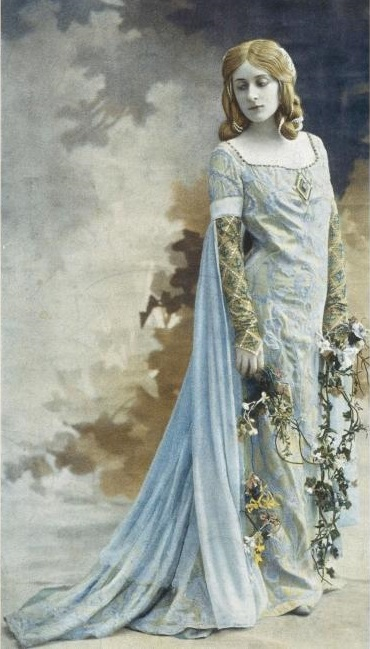
в ролі Мелізанди

Опера починається коротким оркестровим вступом.

### І дія
Сцена 1. Онук короля Аркеля заблукав в темному лісі під час полювання. Через деякий час він зустрічає дівчину, але на всі його питання вона відповідає неясно, бо не пам'ятає свого минулого. Голо забирає її із собою, вона іде за ним, наче уві сні.
Сцена 2. Після оркестрової інтерлюдії ми бачимо замок короля Аркеля Алемондського, діда Голо. Женев'єва читає листа, в якому її син Голо повідомляє, що одружився з Мелізандою без дозволу короля. Цей лист адресований його молодшому брату Пеллеасу. Голо боїться повертатися додому, бо не знає, як король відреагує на його одруження, тож просить у листі запалити вогонь на вежі на знак прощення. Голо бачить вогонь і, розуміючи, що король йому пробачив, відпливає додому зі своєю дружиною.
Сцена 3. Оркестрова інтерлюдія. Мелізанда каже, що замок і його околиці темні та похмурі, але Женев'єва запевняє її, що до цього можна звикнути. До них приходить Пеллеас і вони разом спостерігають за кораблем, що відпливає. Це той самий корабель, на якому сюди приплили Голо і Мелізанда. Вона засмучується, коли дізнається, що Пеллеас повинен скоро покинути замок. Іскра кохання до молодшого брата свого чоловіка запалала в серці дівчини.

### ІІ дія
Сцена 1. Пеллеас і Мелізанда зустрілися в лісі біля старого фонтану. Мелізанда грає з водою і обручка падає у фонтан. Її не дістати.
Сцена 2. Оркестрова інтерлюдія. Кімната Голо. В той час, як Мелізанда загубила обручку, кінь скинув Голо, який повертався додому. Мелізанда хвилюється, Голо хоче заспокоїти її, бере за руку, але помічає, що на пальці немає обручки. Мелізанда розповідає, що загубила її. Голо занепокоєний, він каже, що обручку треба знайти. Він наказує Мелізанді йти в грот, за його словами саме там вона могла її загубити. Голо хоче, щоб Пеллеас супроводжував її.
Сцена 3. Інтерлюдія. Музика виражає таємничу атмосферу гроту. Пеллеас вмовляє Мелізанду зайти, але при світлі луни стає видно троїх старих, які сплять біля скелі. Мелізанда лякається і тікає, Пеллеас іде за нею.

### III дія
Сцена 1. Висока вежа. Сидячи біля вікна, Мелізанда розчісує своє прекрасне довге волосся. Пеллеас приходить попрощатися, але Мелізанда просить його не їхати. Вона нахиляється, дозволяючи поцілувати її руку, густе волосся окутує Пеллеаса. Побачивши їх, Голо розуміє, що Пеллеас і Мелізанда мають любовні почуття один до одного.
Сцена 2. Інтерлюдія звучить похмуро. Голо і Пеллеас ідуть підземним переходом замку. Голо звертає увагу Пеллеаса на запах смерті у темному переході. Пеллеас розуміє натяк брата.
Сцена 3. Музика стає світлішою коли вони виходять вгору, але передчуття Голо і досі похмурі. Він каже Пеллеасу, що знає правду. Тепер Пеллеас не повинен бачитися з Мелізандою, але так, щоб вона не здогадалася про їх розмову. Її не можна турбуватися, бо вона скоро стане мамою.
Сцена 4. Голо та його син від першого шлюбу, маленький Іньоль, стоять перед замком біля вікна кімнати Мелізанди. Голо змушує сина залізти вгору, щоби побачити, що відбувається у кімнаті. Іньоль каже, що там Пеллеас. Батько суворо розпитує сина, але той тільки лякається батька. Жорстокі муки переживає покинутий чоловік.

### IV дія
Сцена 1. Знову Пеллеас прощається з Мелізандою. Аркель відчуває наближення біди і хоче, щоб він поїхав. Але Пеллеас мріє останній раз зустрітися з Мелізандою ввечері біля джерела. З'являється Голо, він має невелике поранення на голові. Мелізанда хоче допомогти чоловікові, але він у пориві гніву хапає Мелізанду за волосся і відрізає його мечем.
Сцена 2. Звучить інтерлюдія. Біля фонтану в парку грає маленький Іньоль. Недалеко пасеться отара овець, але в якусь мить їх перестає бути чутно. Хлопчик питає в пастуха, чому вони замовкли. Пастух відповідає, що вони загубили дорогу додому. Хлопчик помічає, що настають сутінки. Він йде додому, щоб не заблукати у темряві.
Сцена 3. До фонтану приходить Пеллеас, щоб побачити Мелізанду востаннє. При зустрічі він зізнається Мелізанді у своєму коханні, і вона йому відповідає взаємністю. Але ось ворота замку зачиняються, і вони розуміють, що сьогодні вже не потраплять додому. В темряві з'являється Голо і вбиває Пеллеаса. Мелізанда тікає. Голо переслідує її.

### V дія
Мелізанда народила дочку, але сама знаходиться при смерті. На питання Голо вона відповідає дуже туманно. Аркель і доктор кажуть чоловіку, що краще її не турбувати, але Голо хоче знати, чи справді вона любила Пеллеаса. Мелізанда помирає, Аркель розраджує невтішного Голо.

## Музика
Стиль Дебюссі формувався під впливом поезії символістів. Новий поетичний світ, які створили символісти він відображає у музичних звуках. Текст Метерлінка прозаїчний, але наповнений поезією, наближений до білого вірша.
Опера складається з 5-ти актів і 15-ти картин. Безперервний рух здійснює оркестр, який об'єднує картини інтерлюдіями. В них узагальнюються попередні події і здійснюється перехід до нової картини, як правило, контрастної за настроєм.
Більша частина опери має динаміку piano і pianissimo, але це тільки збільшує напруження. Взагалі в опері дуже мало яскраво виражених почуттів. Все наповнено відтінками, символами, недомовленістю. Вокальна партія побудована на декламації без широких стрибків мелодії, без вигуків і трагічних зламів. Мелодія виходить у високий регістр тільки в моменти найбільшого емоційного підйому.
Іноді у вокальній декламації відчувається опора на григоріанський хорал (довго повторюється один звук, як в церковному католицькому піснеспіві). Слухачам часто здавалось, що в опері Дебюссі взагалі немає мелодії, настільки новими і незвичними були музичні прийоми.
Оркестр Дебюссі дуже відрізняється від вагнерівского. Рідко звучить tutti, музична тканина прозора і майже камерна. Велику роль грає оркестр, коли змальовує природу, а саме символи: луну, ліс, джерело, море, сонце. Дебюссі проводить паралелі між природними стихіями і людськими душами.
У своїй опері композитор не іде шляхом лейтмотивності, в нього це мотиви-символи. Вони звучать тільки в оркестрі, досить неоднозначні — в різних діях і картинах предстають перед нами в новому гармонічному, ритмічному, фактурному, тембровому оформленні. Це три ключових мотива, які належать Пеллеасу, Мелізанді і Голо. Майже уся оркестрова тканина виростає з них. Мотиви-символи побудовані на інтервалах: секунда в мотиві Голо, терція в мотиві Мелізанди і кварта в мотиві Пеллеаса.
Але не тільки ці мотиви виступають в якості символів, а також елементи музичної мови: конкретні інтервали, які беруться на конкретній висоті, співзвуччя нетрадиційної структури, ритмічні елементи. В опері також присутні приховані цитати або алюзії на музику інших композиторів. Наприклад, алюзія на сцену біля гроту з'явиться пізніше у Дебюссі в романсі «Грот». В пісні Мелізанди «Моє довге волосся» з ІІІ дії є алюзія на пісню матроса з І дії опери Вагнера «Трістан та Ізольда».
Музичні символи не обов'язково розшифровувати і пояснювати словами, бо вони можуть втратити свій сенс. Їх треба сприймати на слух. З цього приводу цікаво висловився П'єр Луїс:
«Ніколи не слід пояснювати символи. Той, хто відкрив символ, приховав в ньому істину, і не треба її демонструвати. Інакше навіщо було огортати її символом.»
Насичена колористична гармонія може передавати настрій цілого фрагмента. Композитор використовує паралельні септакорди і нонакорди. Цілотоновий звукоряд, звеличені тризвуки, незвичайні поєднання акордів змальовують півтони почуттів і настроїв.